# Crocidura malayana
Crocidura malayana là một loài động vật có vú trong họ Chuột chù, bộ Soricomorpha. Loài này được Robinson & Kloss mô tả năm 1911.